# Chris Baldwin
Christopher ("Chris") Baldwin (Chicago, 15 oktober 1975) is een Amerikaans wielrenner. Baldwin is vooral een sterke tijdrijder, al kan hij ook goed klimmen.

## Belangrijkste overwinningen
1999
- 10e etappe Ronde van Guatemala

2001
- 4e etappe Cascade Classic
- 6e etappe Cascade Classic

2003
- Amerikaans kampioen tijdrijden, Elite
- 5e etappe deel A Tour de Beauce

2004
- 3e etappe Cascade Classic

2005
- Amerikaans kampioen tijdrijden, Elite
- 1e etappe Nature Valley Grand Prix

2006
- 1e etappe San Dimas Stage Race
- 1e etappe Ronde van de Gila
- Eindklassement Ronde van de Gila
- 5e etappe Ronde van Utah